# Ruth Asvin

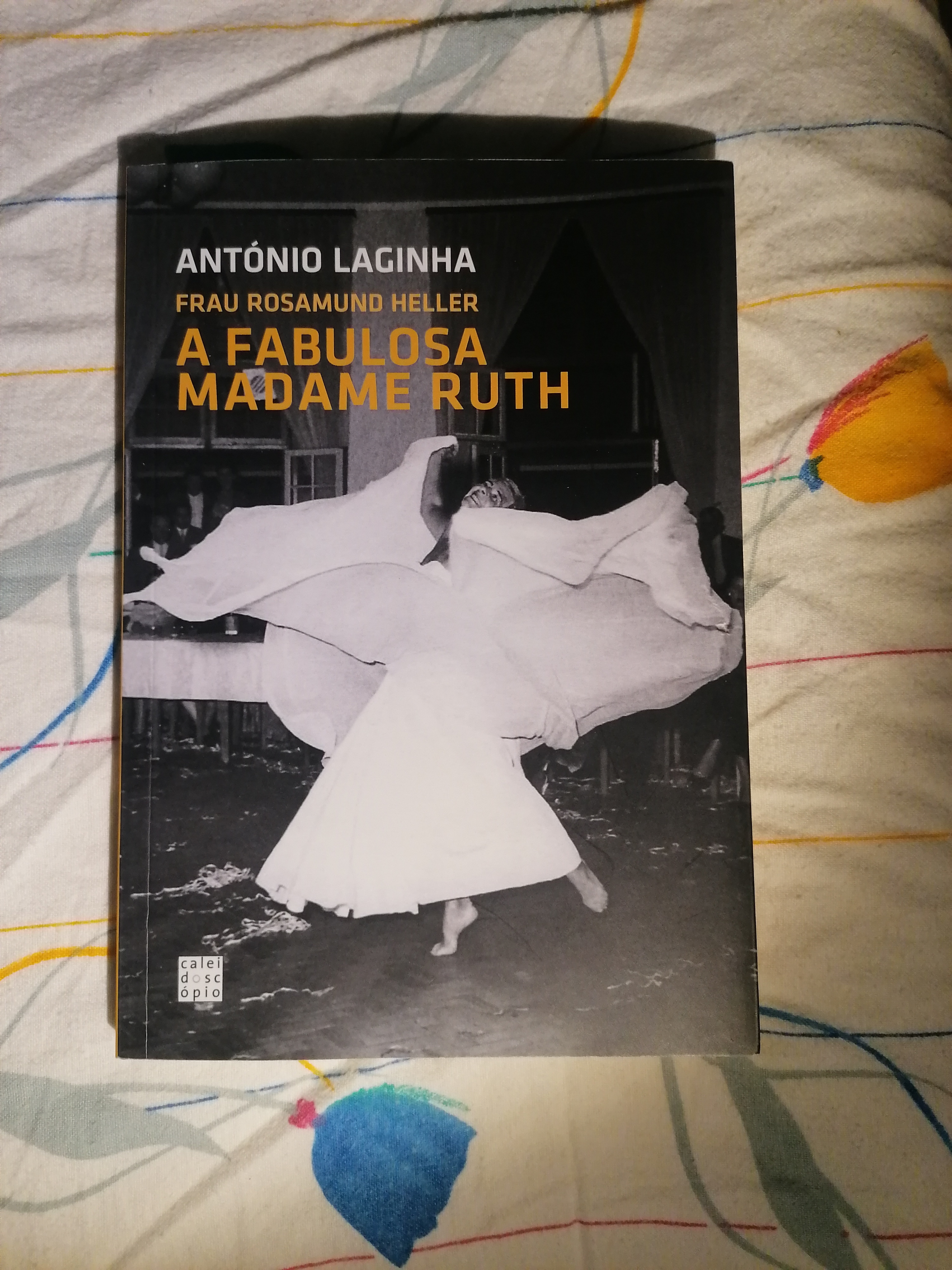
Biografia de 2018 por António Laginha

Ruth Asvin (Torgau, 1897 – Lisboa, 1988), também conhecida por Madame Ruth, foi uma  bailarina e professora de dança alemã radicada em Portugal desde 1931.